# Paolo Naldini
Paolo Naldini, italijanski rimskokatoliški duhovnik, avguštinec in koprski škof, * 15. oktober 1632, Padova, † 21. april 1713, Koper.

## Življenje in delo
Paolo Naldini, s polnim imenom Paolo Francesco Naldini  (v nekaterih virih: Pavel Naldini), je stopil v red avguštinskih eremitov in bil leta 1655 v Padovi posvečen v duhovnika.  Najprej je vodil noviciat svojega reda v Padovi, nato pa je bil imenovan za asistenta vrhovnega predstojnika reda v Rimu. Leta 1685 je bil imenovan in naslednje leto posvečen za koprskega škofa. Škofovsko službo je opravljal do smrti. V koprski škofiji se je seznanil s težavami glagoljaških duhovnikov, ki niso bili vešči latinščine. Ker so bili tudi verniki njegove škofije pretežno slovani, je že 1689 začel priprave za ustanovitev glagoljaškega semenišča v Kopru, ki je nato delovalo od 1711 do 1728. 
Naldini je bil pomembna osebnost koprske škofije. Obnovil je škofijsko kapelo in uredil škofijski arhiv (1690), v škofijskem dvorcu je dal naslikati koprske škofe z njihovimi grbi (1692); sklical je škofijsko sinodo (1690).

## Cerkveni krajepis
Škof Naldini je napisal monumentalno delo z naslovom Corografia ecclesiatica o'sia descrittione della città e della dioscesi di Giustinopoli detto volgarmente Capo d'Istria, v prevodu Cerkveni krajepis  ali opis mesta in škofije Justinopolis, ljudsko Koper  (COBISS) , ki so ga natisnili v Benetkah leta 1700. Obsežna knjiga je dragocen in verodostojen vir podatkov o zgodovini Kopra, pa tudi drugih delov tedanje škofije.
Sestavni del krajepisa je tudi njegov zemljevid škofije Koper, na katerem so prikazane meje škofije in vse tedanje župnije. Zemljevid velja za prvi zemljevid neke škofije na Slovenskem. V škofijskem arhivu se je ohranil tudi originalni rokopis, ki ga je po vsej verjetnosti za tiskarno prepisal nek pisar ali uradnik v škofijski kuriji, na podlagi katerega so možne primerjave z natisnjeno knjigo, ki je sedaj tudi prevedena v slovenski jezik.